# إيمان مروش
إيمان مروش (من مواليد 25 أبريل 1994) هي لاعبة كرة قدم جزائرية تلعب مع نادي قسطنطين والفريق الوطني الجزائري.
مثلت الجزائر في بطولة أفريقيا للسيدات 2014  وكأس الأمم الأفريقية للسيدات 2018، 